# Edmée de La Rochefoucauld
Edmée de La Rochefoucauld, nascuda Edmée Frisch de Fels (París, 28 d'abril de 1895 - íd., 20 de setembre de 1991) és una dona de lletres francesa, duquessa de La Rochefoucauld pel seu matrimoni amb el duc Jean de La Rochefoucauld.

## Biografia

### Infància
Filla petita del comte Edmond de Fels (diplomàtic, director de la Revue de Paris) i de la comtessa, de soltera Jeanne Lebaudy, Edmée Frisch de Fels va néixer a París, i va passar la infantesa a l'esplèndid Hôtel de Rigny, residència dels seus pares a la rue du Faubourg-Saint-Honoré (avui residència de l'ambaixador canadenc).
La petita de tres germans i germanes, va tenir una infància daurada en un entorn molt culte, apassionada de l'art (el seu pare era especialista en arquitectura del segle XVIII) i extremadament rica per la seva herència materna dels sucres de Lebaudy.
Va passar una part de la infantesa al Château de Voisins, prop de Rambouillet, on el seu pare, molt esportiu i gran caçador, posseïa una vasta propietat amb un camp de golf privat.
El 1917 Edmée de Fels es va casar amb el comte Jean de La Rochefoucauld, que esdevindria el tretzè duc de La Rochefoucauld, i amb qui va tenir quatre fills, la petita dels quals, Solange de La Rochefoucauld, esdevindria també una dona de lletres, coneguda pel seu nom de casada: Solange Fasquelle.

### Matemàtiques i pintura artística
Interessada per les matemàtiques, Edmée de La Rochefoucauld va publicar Fonction de x et Nombre el 1926. També es va dedicar a la pintura, prenent lliçons del pintor simbolista Lucien Lévy-Dhurmer, que li va ensenyar les tècniques del puntillisme i el cromatisme. El retrat que va fer de Paul Valéry va guanyar una menció al concurs de l'Ajuntament de París i va figurar la portada d'un dels llibres que li va dedicar, Images de Valéry. És autora també d'un retrat de l'abat Mugnier.

### Feminisme
A partir de 1927, Edmée de La Rochefoucauld va dirigir la publicació periòdica de la Unió Nacional per al Sufragi de les Dones (UNVF), L'Union nationale des femmes, fundada per Madame Levert Chotard el 1925, i des de desembre de 1930 va presidir aquesta associació, en la qual participaven Marguerite Teillard-Chambon i Marie-Thérèse Moreau. Va convertir-lo en un moviment dinàmic als anys 30 i l'associació es va beneficiar de les seves connexions en el món polític conservador i moderat. El moviment que va presidir abans i després de la Segona Guerra Mundial va ser una organització catòlica fundada el 1920 situada a la dreta de l'espectre feminista.
Feminista fervent, va treballar per fer avançar la seva causa i obtenir els drets civils fins que les dones poguessin exercir el dret de vot, que fou concedit pel general de Gaulle l'any 1944. Amb aquest objectiu va organitzar diverses conferències i congressos, enfrontant-se a l'extrema misogínia de certs polítics, i va publicar La Femme et ses droits.

### Literatura, filosofia i poesia
Però es dedicà especialment a la literatura, a la novel·la i a la poesia. Abel Bonnard la va animar a publicar els seus poemes. Les primeres col·leccions, seguides d'assaigs literaris, van aparèixer a l'editorial Kra sota el pseudònim de Gilbert Mauge. La influència de Paul Valéry és evident en una obra perseguida per la mort i el pas del temps, sobretot en reculls com La Vie humaine (1928). Publicà també estudis literaris aprofitant la seva familiaritat amb els escriptors del seu temps: Llegint els quaderns de Paul Valéry (3 vols., 1964), un assaig sobre Léon-Paul Fargue, una biografia d'Anna de Noailles.

També s'interessà per la filosofia moral amb textos com ara: Le Voyage dans l'esprit (1931), Les Moralistes de l'intelligence (1945), Pluralités de l'être (1957), Spectateurs (1972), De l'ennui (1976), L'Acquiescement (1978).

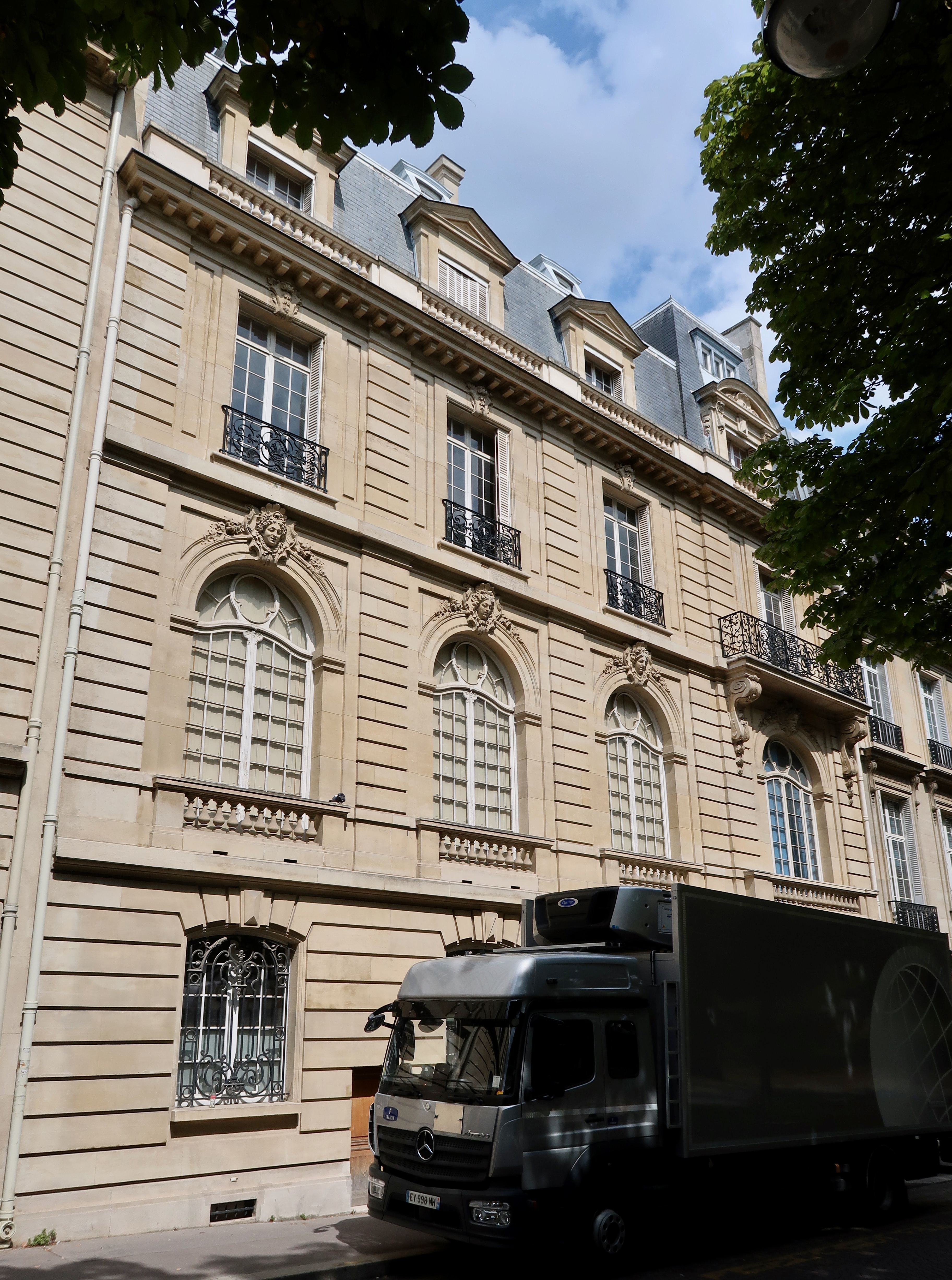
Mansió privada de la duquessa de La Rochefoucauld, plaça dels États-Unis, 8.

Tres volums de memòries van aparèixer els anys 1982, 1984 i 1989, sota el títol general de Flashes. Les anècdotes i els retrats són, en definitiva, poc abundants, tot i que la duquessa de La Rochefoucauld, durant dècades, va rebre tota l'elit literària i intel·lectual de París als salons de la seva mansió privada, situada al número 8 de la Place des États-Unis, coneguda com l'avantsala de l'Acadèmia francesa, on coneixia i passava temps amb persones tan diverses com el pintor Georges Mathieu, l'etnòleg Marcel Griaule o l'escriptor André Malraux i també s'interessava per la cultura canac.
Amb el seu germà André, era propietària de l'editorial de la Revue de Paris, una revista literària que va deixar de publicar-se el 1970. Durant molts anys va ser la presidenta del jurat del Premi Femina.

### Desaparició
Edmée de La Rochefoucauld va morir a París i va ser enterrada al panteó familiar de La Rochefoucauld a Montmirail (Marne), a la cripta sota la capella del convent.

## Distincions
- Des de 1927, dirigí la Unió Nacional per al Sufragi de les Dones
- 1962: elegida a la Reial Acadèmia de Llengua i Literatura Francesa de Bèlgica.[1]
- Membre fundadora de l'Acadèmia Angoumois.[5]
- Presidenta del Jurat del Premi Femina.[5]
- Des de l'any 2000: el premi Edmée-de-La-Rochefoucauld premia cada any un escriptor per la seva primera novel·la.

## Premis
- 1935: Premi Ferrières per a Problèmes nationaux vus par des Françaises
- 1948: Premi Anaïs Ségalas a La vie commode aux peuples
- 1955: Premi Botta per tota la seva obra
- 1968: Premi Bordin En lisant les cahiers de Paul Valéry
- 1979: Premi Anaïs Ségalas per a L’Acquiescement.[1]

## Obres (selecció)
- 1926: Fonction de x (roman) et Nombre (matemàtiques)
- 1928: La Vie humaine (filosofia moral) Éditions Kra, amb el pseudònim de Gilbert Mauge
- 1929: Une enquête relative aux raisons qu'invoquent les Françaises pour obtenir le droit de suffrage, Paris.
- 1931: Le Voyage dans l'esprit (filosofia i  moral)
- 1935: A la veille du suffrage féminin, l'Avenir français, Paris, Pedone, 201 p.
- 1935: «Le vote des femmes», L'encyclopédie française, t. X, chap. II.
- 1937: «La capacité civile de la femme mariée», La Revue de Paris.
- 1939: La femme et ses droits (manifest feminista)
- 1945: Les Moralistes de l'intelligence (filosofia moral)
- 1949ː Images de Valéry
- 1957: Pluralités de l'être (filosofia moral)
- 1964: En lisant les cahiers de Paul Valéry, 3 vol.
- 1964: Asssaig sobre Léon-Paul Fargue
- 1964: Biografia d'Anna de Noailles.
- 1972: Spectateurs (filosofia moral)
- 1976: De l'ennui (filosofia moral)
- 1978: L'Acquiescement  (filosofia moral)
- 1982, 1984 i 1989: Flashes (memòries, tres volums)